# فتح شروان (۱۵۸۱)
فتح شروان نبردی بود که برای بازپس‌گیری شروان از دست نیروهای تاتار به فرماندهی پیکرخان زیاد اوغلی قاجار در سال ۱۵۸۱ میلادی روی داد. تلاش ایران برای بازپس‌گیری شروان پس از حمله به شروان (۱۵۷۹) توسط تاتارها روی داد. قوای قزلباش در این نبرد شروان را از دست نیروهای تاتار پس گرفتند اما اندک زمانی بعد به دلیل درگیری‌های شاه محمد خدابنده و علی‌قلی‌بیگ گورکان شاملو در خراسان (نبرد تیرپل)، شروان دوباره به دست قوای عثمانی افتاد.

## پیش زمینه
سلطان مراد سوم سلطان عثمانی چون در سال ۹۸۷ قمری (۱۵۷۹ میلادی) خبر یافت که سرزمین شروان بار دیگر به دست سپاهیان قزلباش افتاده و عثمان پاشا به قلعه دربند (دمور قاپا) گریخته و عادل‌گرای خان تاتار گرفتار گشته است، مصطفی پاشا (لله پاشا) را از فرماندهی سپاه عثمانی معزول ساخت و سنان پاشا از سرداران عثمانی را (که اصلاً آلبانی تبار بود و در دربار استانبول، سمت وزیر سوم را داشت) به جای وی منصوب کرد. پس از آن نیز از طرف حکومت صفوی، پیکرخان زیاد اوغلی قاجار به حکومت آنجا منصوب شد.
سنان پاشا در ابتدای سال ۹۸۸ قمری / فوریه ۱۵۸۰ میلادی به قصد تصرف مابقی سرزمین‌های قفقاز و گرجستان به ارزروم آمد و از آنجا در تابستان همان سال (مه ۱۵۸۰ میلادی)، هنگامی‌که شاه محمد خدابنده از تبریز به ییلاق نخجوان رفته بود، سفیری نزد وی گسیل داشت و در مکتوبی به میرزا سلمان جابری اصفهانی، آمادگی خود را برای وساطت میان عثمانی و ایران اعلام کرد، به شرطی که دولت ایران از کلیه مناطق شروان و شکی و آن قسمت از آذربایجان و گرجستان که به تسخیر عثمانی درآمده است، چشم پوشی و از تعرض به این ولایات ممانعت کند. همچنین از گذشته عذرخواهی کرده، سفیری عالی مقام با نامه‌ای دوستانه به دربار امپراطوری عثمانی بفرستد، در غیر این صورت، لشکریان عثمانی برای تصرف الباقی مناطق به ایران حمله خواهند کرد.
امرای قزلباش، با وجودی که در خود توان مقاومت نمی‌دیدند و نابودی قوای ایران را به دلیل دورویی و نفاق میان طوایف قزلباش و برتری نظامی عثمانی، مسلم می‌دانستند، در جواب نامه سنان پاشا، نوشتند که صلح در صورتی ممکن است که شرایط آن کاملاً با مفاد پیمان نامه (پیمان آماسیه) سلطان سلیمان خان قانونی و شاه طهماسب اول مطابق باشد، و تمام سرزمین‌هایی که به موجب آن مصالحه نامه در تسخیر ایران بوده است، همچنان به ایران واگذار شود، در غیر این صورت، تا توان دارند، یک وجب از سرزمین ایران را به عثمانی نخواهند سپرد. ضمناً اعلام داشتند که بر خلاف رای سنان پاشا، سرزمین‌های شکی و شروان در تسخیر سپاه عثمانی نیست و جز دژ دربند مابقی مناطق در دست حاکمین و امرای قزلباش است.
سنان پاشا در جواب این مکتوب، نامه‌ای ملایم‌تر ارسال کرد و یادآور گردید که چون عثمان پاشا به پادشاه عثمانی گزارش داده که شروان و شکی را سپاهیان ترک در تسخیر دارند، بهتر است که در آن سال هر دو سپاه دست از کارزار بردارند، تا یکی از سرداران عثمانی به همراه یکی از امرای قزلباش به شروان بروند و اوضاع را از نزدیک گزارش دهند و آن را به دو دربار عثمانی و صفوی ارسال کنند.
چون در این وقت بخش مهمی از شروان به دلیل ترکتازی سران تاتار از تسخیر حاکمان ایرانی خارج شده بود، اولیای دولت شاه محمد خدابنده، تصمیم گرفتند که پیش از رسیدن فرستاده سنان پاشا، قوایی به آن سرزمین بفرستند و آن جا را مجدداً فتح کنند. چون مناطق شروان، محل زندگی طوایف قاجار بود، پیکرخان زیاد اوغلی قاجار، به حکومت آنجا نصب شد و با چند تن از سران آن قوم، که به حکومت نواحی گوناگون آن سرزمین مأمور شده بودند، به شروان رفت و هر یک از مأموران در محل مأموریت خویش مستقر شدند.

## بررسی اوضاع شروان توسط سنان پاشا
سنان پاشا برای وارسی وضعیت شروان، شخصی به نام عمرآقا را به دربار صفوی گسیل داشت. عمرآقا به همراه یکی از امرای قزلباش به شروان رفت و دید که تمام آن منطقه، به جز بادکوبه، در تسخیر سپاه ایران است. عمرآقا بعد از این مأموریت با فرستاده‌ای از دربار صفوی به نزد سنان پاشا رفت و وی را از مشاهدات خود آگاه ساخت. سنان پاشا قول داد که مقدمات صلح را ایجاد کند و درخواست کرد که دربار ایران یکی از امیران بزرگ قزلباش را با مکتوبی مهربانانه به نزد سلطان عثمانی گسیل دارد تا پایه صلح محکم گردد. شاه محمد خدابنده نیز در تابستان ۹۸۹ قمری / مه ۱۵۸۱ میلادی ابراهیم‌خان ترکمان حاکم قم را، که مردی سیاستمدار و مدبر بود، با پیشکش‌ها و مکتوبی برای پادشاه عثمانی نزد سنان پاشا فرستاد.

## شکست کوشش‌های صلح و تمایل عثمانی برای ادامه جنگ
سنان پاشا در آغاز سال ۹۹۰ قمری / فوریه ۱۵۸۲ میلادی، با سفیر ایران از ارزروم به استانبول رفت؛ ولی پادشاه عثمانی چون از آنچه در آذربایجان رخ داده بود، مطلع شد، طی نامه‌ای به سلطان مرادخان عثمانی، او را به ادامه نبرد و تصرف سایر نواحی قفقاز و آذربایجان ترغیب کرد و بدین ترتیب تلاش‌های به عمل آمده برای پیمان نامه صلح از میان رفت. تلاش‌های پیکرخان زیاد اوغلی قاجار که در ۹۸۹ قمری (۱۵۸۱ میلادی) توانسته بود یک بار دیگر غازی گرای خان و صفی گرای خان تاتار (برادران محمد گرای خان) را که به همکاری عثمان پاشا، از راه دربند به شروان حمله کرده بودند، شکست دهد و سران تاتار را در نواحی شماخی نابود کرده و غازی گرای خان را به اسارت گیرد، با اقدامات جنگ‌طلبانه سلطان عثمانی از یک طرف، و درگیری شاه محمد خدابنده در درگیری‌های خراسان از طرف دیگر، کوشش‌های به عمل آمده برای قرارداد صلح بی‌فایده ماند. اندک زمانی پس از شکست امیران تاتار، پیکرخان زیاد اوغلی قاجار حاکم شروان در گذشت و چون در همان سال، شاه محمد خدابنده و حمزه میرزا با همراهان به قزوین بازگشتند و سال بعد نیز به قصد دفع علیقلی‌خان شاملو و هواخواهان عباس میرزا به خراسان رفتند، عثمان پاشا، موقع را مغتنم شمرد و از دربند بر قلعه شماخی تاخت و آنجا را در اختیار گرفت و شروان را از دست ایران خارج ساخت.